# 144
Năm 144 là một năm trong lịch Julius. 